# Viveka Seldahl
Viveka Kristina Seldahl (uttal: [vi've:ka]), född 15 mars 1944 i Överammer, Jämtland (men då skriven i Oscars församling i Stockholm), död 3 november 2001 i Kungsholms församling i Stockholm, var en svensk skådespelare.
Hon slog igenom i TV-serien Raskens och medverkade därefter främst på teatern, ofta med sambon Sven Wollter som motspelare. Sedan 1986 var hon anställd på Stockholms stadsteater. Senare hade hon ett antal uppmärksammade filmroller, bland annat i S/Y Glädjen och Änglagård.

## Biografi

### Uppväxt och studier
Seldahl föddes i Överammer i Ragunda kommun i Jämtland, men med Oscars församling i Stockholm som hemförsamling. Hon var dotter till en ensamstående mor och växte delvis upp hos henne i Bagarmossen, delvis hos morföräldrarna i östra Jämtland.
Seldahl uppmärksammades under skoltiden som sångerska och fick ofta sjunga på skolavslutningarna. Efter skolan arbetade hon som städerska, kontorist och servitris. Hon tog teaterlektioner vid Willy Koblancks teaterskola och kom 1967 – vid tredje försöket – in på Statens scenskola i Göteborg. Där studerade hon fram till 1970.

### Karriär
Efter teaterskoleexamen 1970 blev Seldahl engagerad vid Göteborgs stadsteater. Där blev hon uppmärksammad bland annat via två Brecht-pjäser – Den heliga Johanna från slakthusen (1973, där hon spelade titelrollen) och Den kaukasiska kritcirkeln (1978, i rollen som Gusje). Hon stannade på huvudteaterna fram till 1978, då hon tillsammans med Sven Wollter (hennes sambo sedan 1971) flyttade över till den nystartade (filialen) Angereds teater – Sveriges första[källa behövs] förortsteater. Efter den så kallade manifeststriden flyttade både hon och Wollter 1983 vidare och grundade Gävle Folkteater. Därifrån gick hon till Stockholms stadsteater, där hon anställdes 1986 och därefter var anställd fram till sin död. På Stockholms stadsteater uppmärksammades hon bland annat i Macbeth (1992) och Linje lusta (1998).
Sitt publika genombrott fick Viveka Seldahl på TV, som Nergårds-Anna i tv-serien Raskens (1976). Även där var Wollter en av hennes motspelare. Hon deltog också i TV-filmen Polisen som vägrade ge upp (1984) men var annars teatern trogen fram till 1989 års långfilm S/Y Glädjen. För rollen som Maja-Lena i den filmen blev hon Guldbaggebelönad. Därefter följde två Änglagård-filmer, Jerusalem och Juloratoriet samt TV-serierna Fasadklättraren och Hammarkullen.
Viveka Seldahl hördes och syntes i flera filmer även som sångerska, bland annat i Änglagård – andra sommaren (sångerna "Där rosor aldrig dör" och "En vänlig grönskas rika dräkt"). Till 1999 års Mamy Blue bidrog hon med sång av titellåten.

### Sista åren
Hon avled 2001 efter att ha lidit av livmoderhalscancer en längre tid. Hennes sista film blev En sång för Martin – där hon ånyo spelade mot Wollter – vilken postumt gav henne en ny Guldbagge. I februari samma år hade hon deltagit i Stockholms stadsteaters uppsättning av Tre systrar – mot Yvonne Lombard och Bibi Andersson – trots att hon då redan var sjuk.
Seldahl är begravd på Skogskyrkogården i Stockholm.

### Eftermäle
Svensk Filmdatabas beskriver henne som en av Sveriges mest känslostarka skådespelerskor, med en naturlig framtoning som innehöll en hög emotionell och sensuell utstrålning. Tack vare detta kunde hon vid upprepade tillfällen gestalta osentimentala, självständiga och starka kvinnor. Kritikern Tomas Forser konstaterade att hon hade en förmåga att avlyssna tragedin. Hon uttryckte själv i flera intervjuer en längtan tillbaka till 1930- och 1940-talens stora kvinnoroller på film; dessa skulle enligt henne stå för passion, kärlek, åtrå och inte minst styrka. Hon saknade de kvinnoporträtt som Hasse Ekman och Ingmar Bergman på deras tid försåg sina filmer med. På scen fick hon ofta tillfälle att visa sin förmåga att förvandla vilken som helst roll till ett minnesvärt kvinnoporträtt, i flera Brecht-pjäser, Macbeth och som Blanche DuBois i Linje lusta.

### Familj
Viveka Seldahl levde tillsammans med skådespelarkollegan Sven Wollter från 1971 fram till sin död. Med honom fick hon sonen Karl Seldahl, född 1975.

## Filmografi (i urval)
- 1976 – Raskens (TV-serie)
- 1982 – Ett hjärta av guld
- 1984 – Polisen som vägrade ge upp (TV-serie)
- 1984 – Taxibilder (TV-serie)
- 1989 – S/Y Glädjen
- 1989 – Hassel – Säkra papper (TV-serie)
- 1991 – Guldburen (TV-serie)
- 1991 – Facklorna (TV-serie)
- 1992 – Änglagård
- 1993 – Den gråtande ministern (TV-serie)
- 1993 – För brinnande livet
- 1994 – Änglagård - andra sommaren
- 1996 – Harry & Sonja
- 1996 – Jerusalem
- 1996 – Juloratoriet
- 1997 – Hammarkullen (TV-serie)
- 1997 – Heta lappar
- 1997 – Kenny Starfighter (TV-serie)
- 1999 – Insider (TV-serie)
- 1999 – Lusten till ett liv
- 1999 – Vägen ut
- 1999 – Mamy Blue
- 2001 – En sång för Martin

## Teater

### Roller (ej komplett)
| År   | Roll           | Produktion                            | Regi              | Teater                 |
| ---- | -------------- | ------------------------------------- | ----------------- | ---------------------- |
| 1987 | Yvette         | Kurage och hennes barn Bertolt Brecht | Ragnar Lyth       | Stockholms stadsteater |
| 1996 | Kate           | Sylvia A. R. Gurney                   | Rickard Günther   | Folkan                 |
| 1997 |                | Jag älskar dig, markatta Noël Coward  | Giles Havergal    | Vasateatern            |
| 1998 | Blanche Dubois | Linje lusta Tennessee Williams        | Rickard Günther   | Stockholms stadsteater |
| 1999 | Fru Nickleby   | Nicholas Nickleby David Edgar         | Georg Malvius     | Stockholms stadsteater |
| 2001 | Irina          | Systrarna Per Olov Enquist            | Benny Fredriksson | Stockholms stadsteater |